# 茂业通信
茂业通信（深交所：000889），公司全名為茂業通信網絡股份有限公司，前身為茂業物流股份有限公司，是中國大陸深圳的一家專營信息智能传输、通信网络维护、移动互联网软件开发及应用服务的上市公司，屬黃茂如旗下中兆投資有限公司，曾併購秦皇岛渤海物流控股股份有限公司。
黃茂如旗下中兆投資有限公司收購业务由地產變更為信息智能传输、通信网络维护、移动互联网软件开发及应用服务

## 公司簡介
公司原先從事傳統零售百貨業、房地產業。
2014年，併購北京创世漫道科技有限公司100％股權。
2015年4月21日，據證券時報消息，根据协议，茂业物流以12亿元的现金购买长实通信100%股权。
2017年1月5日，茂业通信突然暫停股票交易（停牌），称公司大股东中兆投資有限公司正在筹划转让所持的公司部分股权事项。
2017年1月9日，茂業國際的全資附屬公司中兆投資有限公司，擬向深圳通泰達投資中心出售茂業通信7,000萬股股份。
2017年10月11日，茂业通信公告称，公司初步确定购买北京中天嘉华信息技术有限公司100%股权，溢价超11倍收购。
2018年3月，茂业通信發表去年（2017年）財報，稱2017年公司全年净利達2.36亿元，同比增长7.48%。
2018年5月20日晚間，茂业通信公告稱，公司收到股东中兆投资及其一致行动人茂业百货的来函，截至期满日，中兆投资及其一致行动人茂业百货未减持公司股份。

## 子公司
- 全资子公司：北京创世漫道科技有限公司[14]。

## 相關
- 茂業國際
- 黃茂如
- 茂業商業